# Damian Lewis

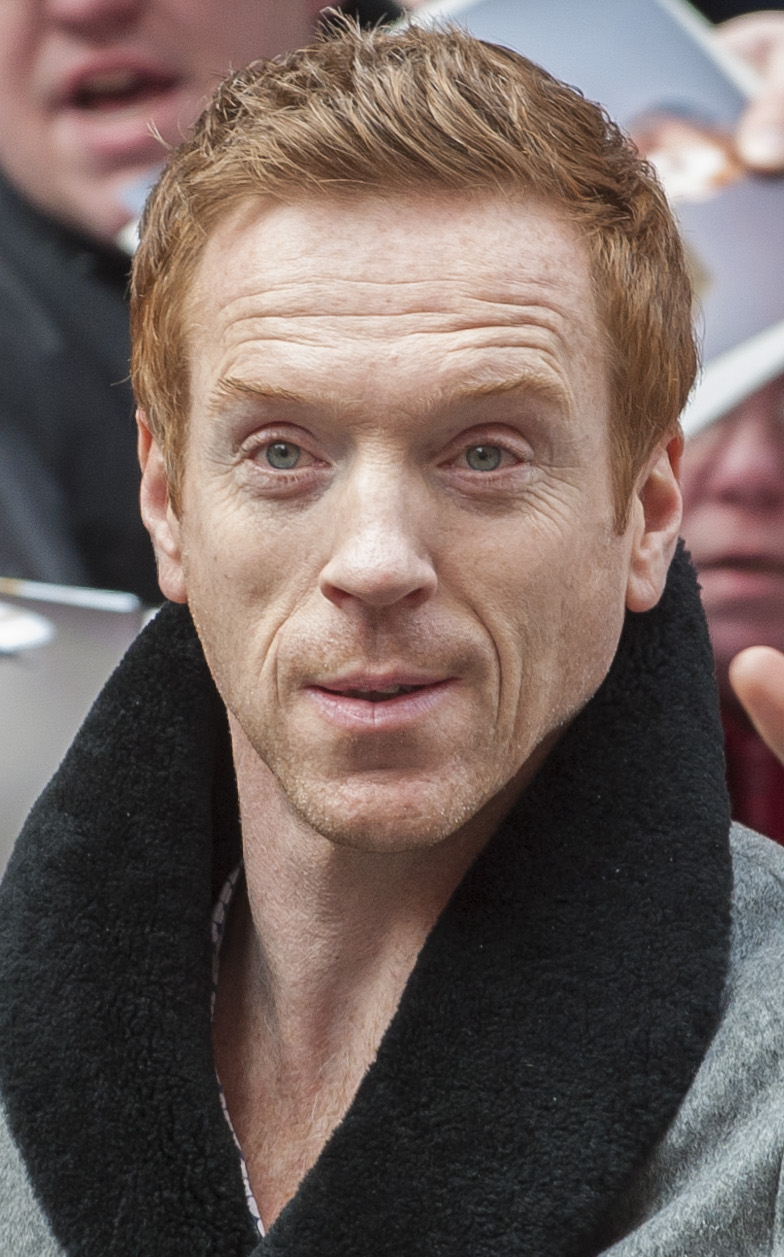
Damian Lewis (2015)

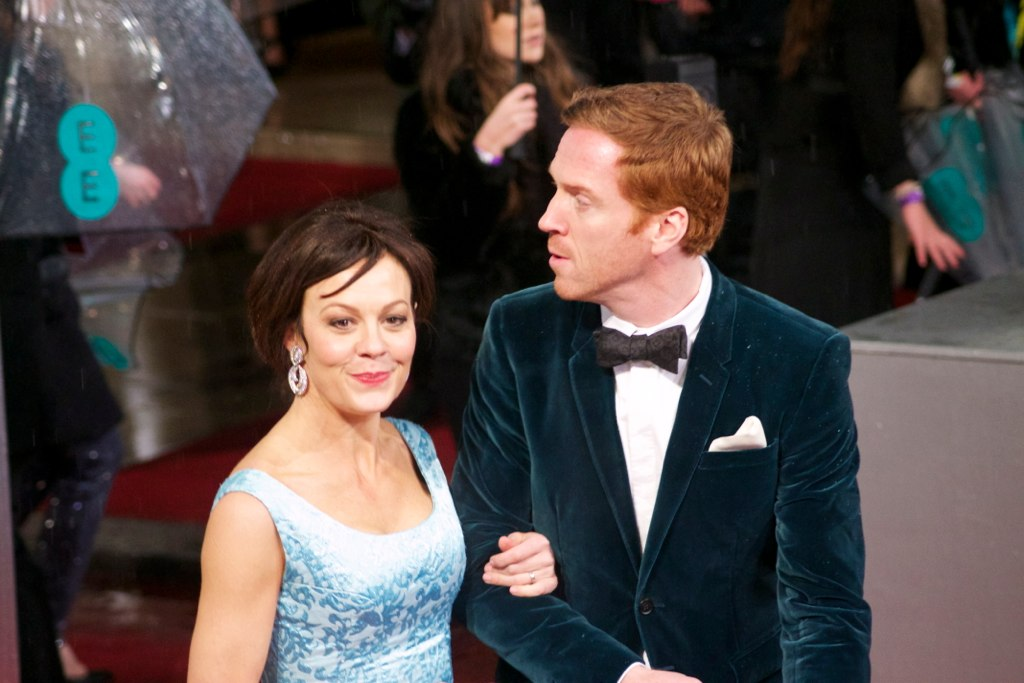
Helen McCrory und Damian Lewis (2013)

Damian Watcyn Lewis CBE (* 11. Februar 1971 in St. John’s Wood, London) ist ein britischer Schauspieler.

## Leben
Lewis besuchte das Eton College und machte 1993 seinen Abschluss an der Guildhall School of Music and Drama. Mit der Royal Shakespeare Company trat er danach in verschiedenen Theaterproduktionen auf.
Im Jahr 2001 übernahm er die Rolle des US-Majors Richard Winters in der Miniserie Band of Brothers und spielte kurz danach den Rechtsanwalt Soames Forsyte in der Serie The Forsyte Saga. Seit 2003 tritt er auch in Filmproduktionen auf, so unter anderem in der Stephen-King-Verfilmung Dreamcatcher. 2007 spielte er im Film Tot oder Torte die Hauptrolle eines Auftragskillers, der in einem walisischen Dorf noch einmal völlig neu anfangen will. Für Drehbuch und Regie zeichnete sein Bruder Gareth Lewis verantwortlich. Von 2007 bis 2009 übernahm Lewis die Hauptrolle in der US-amerikanischen Fernsehserie Life.
Am 24. September 2012 gewann Lewis den Emmy als bester männlicher Hauptdarsteller in der US-Serie Homeland, später dann auch den Golden Globe. Von 2016 bis 2023 spielte er als Bobby Axelrod eine der Hauptrollen in der Börsenserie Billions. 2017 spielte er im West End zusammen mit Sophie Okonedo in Edward Albees schwarzer Komödie The Goat, or Who Is Sylvia? unter der Regie von Ian Rickson. 2019 erschien Quentin Tarantinos Once Upon a Time in Hollywood, der während der Zeit der Manson-Morde in Kalifornien angesiedelt ist. In ihm übernahm Lewis die Rolle des Schauspielers Steve McQueen.
Lewis veröffentlichte im April 2023 seine erste Single Down on the Bowery. Im Juni soll das Album Mission Creep folgen.
Lewis war seit dem 4. Juli 2007 bis zu ihrem Tod im April 2021 mit der Schauspielerin Helen McCrory verheiratet. Das Paar hat zwei gemeinsame Kinder.
Sein deutscher Synchronsprecher ist zumeist Torben Liebrecht.

## Filmografie
- 1993: Micky Love
- 1995: Agatha Christie’s Poirot (Fernsehserie, eine Episode)
- 1996: A Touch of Frost (Fernsehserie, eine Episode)
- 1997: Robinson Crusoe
- 1999: Warriors – Einsatz in Bosnien (Warriors)
- 2000: Life Force
- 2000–2001: Hearts and Bones
- 2001: Band of Brothers – Wir waren wie Brüder (Band of Brothers , Miniserie)
- 2002: The Forsyte Saga (Miniserie)
- 2002: Jeffrey Archer: The Truth
- 2003: Big Impression
- 2003: Dreamcatcher
- 2004: Keane
- 2004: Nyfes
- 2005: Friends and Crocodiles
- 2005: ShakespeaRe-Told
- 2005: Ein ungezähmtes Leben (An Unfinished Life)
- 2005: Chromophobia
- 2005: Colditz – Flucht in die Freiheit (Colditz)
- 2006: Stormbreaker
- 2006: The Situation
- 2007–2009: Life (Fernsehserie, 32 Episoden)
- 2007: Tot oder Torte (The Baker)
- 2008: The Escapist – Raus aus der Hölle (The Escapist)
- 2009: Phineas und Ferb (Phineas and Ferb, Fernsehserie, nur Stimme)
- 2011: Your Highness
- 2011: Stolen
- 2011: Will – Folge deinem Traum (Will)
- 2011–2014: Homeland (Fernsehserie, 31 Episoden)
- 2012: The Crime (The Sweeney)
- 2013: Romeo und Julia (Romeo and Juliet)
- 2015: Königin der Wüste (Queen of the Desert)
- 2015: Wölfe (Wolf Hall, Fernsehserie)
- 2016: Verräter wie wir (Our Kind of Traitor)
- 2016–2023: Billions (Fernsehserie, 60 Episoden)
- 2019: Run This Town
- 2019: Once Upon a Time in Hollywood
- 2020: Dream Horse
- 2022: A Spy Among Friends (Miniserie)

## Auszeichnungen
- 2013: Ehrenbürger (Freeman of the City) von London[3]
- 2014: Officer des Order of the British Empire[4]

Gewonnen
- 2002: Biarritz International Festival of Audiovisual Programming: TV Series and Serials: Actor für Band of Brothers – Wir waren wie Brüder
- 2012: Emmy: Bester Hauptdarsteller in einer Dramaserie für Homeland
- 2013: Golden Globe: Bester Hauptdarsteller in einer Mini-Serie oder Fernsehfilm für Homeland

Nominiert
- 2002: Golden Globe: Bester Hauptdarsteller in einer Mini-Serie oder Fernsehfilm für Band of Brothers – Wir waren wie Brüder
- 2002: Satellite Award: Bester Hauptdarsteller in einer Mini-Serie oder Fernsehfilm für Band of Brothers – Wir waren wie Brüder
- 2005: Gotham Awards: Breakthrough Award für Keane
- 2012: Golden Globe: Bester Hauptdarsteller in einer Mini-Serie oder Fernsehfilm für Homeland
- 2012: Satellite Award: Bester Hauptdarsteller in einer Serie – Drama für Homeland
- 2013: Screen Actors Guild Award: Bestes Schauspielensemble für Homeland
- 2013: Screen Actors Guild Award: Bester Hauptdarsteller in einer Serie – Drama für Homeland
- 2015: Emmy Award: Bester Nebendarsteller in einer Miniserie oder einem Fernsehfilm für Wolf Hall